# Henri-Dominique Petit
Pour les articles homonymes, voir Petit.
Henri-Dominique Petit, né le  3 juillet 1948 à Baden-Baden (Allemagne), est président du conseil d'administration de la société Sperian Protection, ancien vice-président d'Eastman Kodak.

## Biographie
Né en 1948, Henri-Dominique Petit est ingénieur de l’École supérieure de physique et de chimie industrielles de la ville de Paris (87e promotion, diplômée en 1972) titulaire d'un DEA en physique nucléaire et d'un doctorat en électronique corpusculaire de l'Université Paris-Sud 11. Il entre en 1975 chez Eastman Kodak et est nommé en 1989 directeur général et vice-président imagerie cinéma et télévision. En 1992, il devient vice-président du groupe puis président de la région Asie-Pacifique et senior vice-président d'Eastman Kodak.
Henri-Dominique Petit est président-directeur général de Sperian Protection de juin 2004 à mars 2009, puis président du conseil d'administration de Sperian Protection. Il est vice-président du conseil de surveillance de Carbone lorraine et Senior Advisor de DC Advisory Partners. Il succède à Philippe Goebel en tant que président de l'Association des ingénieurs de l'ESPCI ParisTech en octobre 2008 et siège au conseil d'administration de l'école.

## Sources
1. ↑  Ingénieurs de la 87e promotion de l'ESPCI
2. ↑  Portrait dans Le Journal de la Finance
3. ↑  Communiqué dans Les Échos
4. ↑  Nomination de Brice de la Morandière au poste de DG
5. ↑  Conseil de surveillance de Carbone Lorraine
6. ↑  Membre du conseil d'administration de l'ESPCI Paristech